# Ян Курнакович
Ян Курнакович (пол. Jan Kurnakowicz; 27 січня 1901, Вільна, Віленська губернія, Російська імперія — 4 жовтня 1968, Варшава, ПНР) — польський актор театру та кіно. Лауреат національної премії ПНР 1-го ступеня (1952).

## Біографія
Син залізничника. У 1920 році закінчив державне драматичне училище в Петрограді. Дебютував на сцені у Павловську під Петроградом у лютому 1921 року.
У 1921—1926 та 1939—1942 роках виступав у театрах Вільнюса. 1944 року знову повернувся на сцену. З 1950 року — у Варшаві.
Особлива заслуга Курнаковича перед Національним театром Варшави, де він почав виступати 1925—1926 року. Особливо популярним був до війни. Після закінчення війни створив на сцені Національного театру низку чудових класичних ролей.
Часто брав участь у радіопостановках, декламаторах.
Дебютував у кіно у 1929 році. Знявся у 26 фільмах.